# Louis Arpa
Louis Arpa (2 agosto 1949) è un ex calciatore maltese, di ruolo centrocampista.

## Carriera

### Nazionale
Ha collezionato diciotto presenze con la propria Nazionale.